# Duddingston House

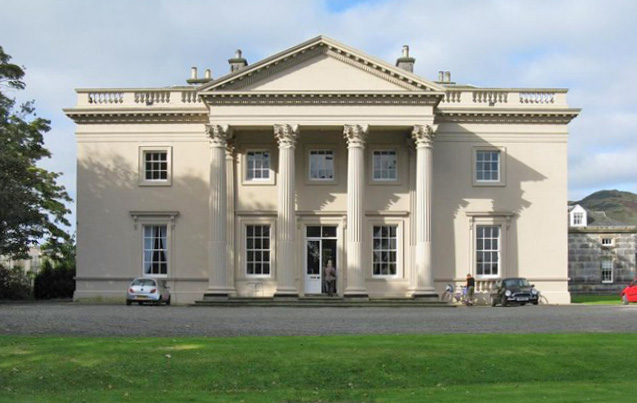
Eingangsfront von Duddingston House

Duddingston House ist ein 1768 fertiggestelltes georgianisches Herrenhaus in der schottischen Hauptstadt Edinburgh. Das Gebäude im Stil einer palladianischen Villa war zur Zeit seines Baus durch James Hamilton, 8. Earl of Abercorn, einzigartig in Schottland und gilt deshalb als Vorreiter des Klassizismus (englisch neoclassical style) in diesem Land. Aber schon kurz nach dem Tod des Bauherrn wurde die Anlage leergeräumt und an wechselnde Parteien vermietet.
Nach einer umfassenden Restaurierung in den 1990er Jahren ist das Haupthaus Sitz mehrerer Unternehmen, während der ehemalige Wirtschaftstrakt zu Wohnungen umfunktioniert wurde. In dem zum Anwesen gehörenden Park haben sich heute ein Golfclub, ein Rugbyverein und eine Schule etabliert. Zusätzlich entstanden in der unmittelbaren Nähe von Duddingston House moderne Wohnbauten.
Das Gebäudeensemble steht seit dem 14. Juli 1966 als Listed Building der Kategorie A unter Denkmalschutz. Der erhaltene Teil des dazugehörenden Parks wurde am 1. Juli 1987 in das Inventory of Gardens and Designed Landscapes in Scotland eingetragen.

## Geschichte

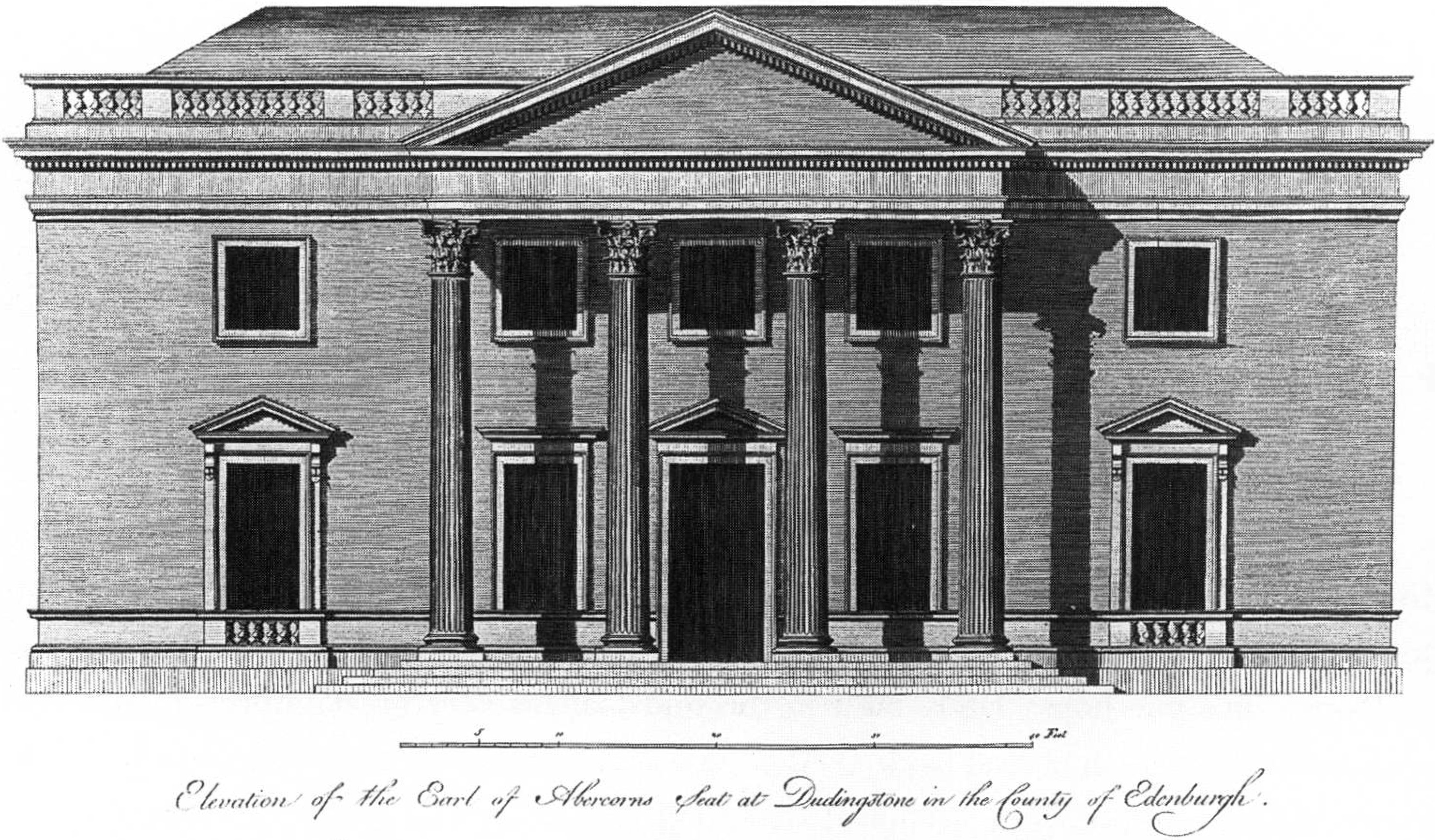
Entwurfszeichnung William Chambersʼ für Duddingston House

Duddingston war früher eine kleine Ortschaft am östlichen Stadtrand von Edinburgh. Das Land, auf dem heute das Herrenhaus steht, gehörte ehemals der Familie Thomson, die es 1674 an John Maitland, den Duke of Lauderdale, verkaufte. Er gab es seiner Stieftochter Elizabeth Tollemache, die durch Heirat mit Archibald Campbell erste Duchess of Argyll war. Zu jener Zeit gab es bereits ein Herrenhaus und einen herrschaftlichen Park in Duddingston, in dessen nordwestlichem Bereich der Thronprätendent Charles Edward Stuart 1744 vor der Schlacht bei Prestonpans campierte. Deshalb wird dieser Bereich heute noch Cavalry Park genannt. Im darauffolgenden Jahr verkaufte Archibald Campbell, 3. Duke of Argyll, Duddingston House nebst dazugehörendem Landbesitz an James Hamilton, 8. Earl of Abercorn. Dessen Familie hatte ihren schottischen Besitz und den Titel des Dukes of Hamilton im 17. Jahrhundert verloren, weil sie Katholiken waren. Hamilton versuchte, seiner Familie in Schottland wieder zu Einfluss zu verhelfen, konnte aber den einstigen Familienbesitz in Abercorn nicht zurückkaufen, weshalb er sich 1745 für den Erwerb von Duddingston entschied.
Der 8. Earl of Abercorn ließ das damals vorhandene Herrenhaus in den 1750er Jahren umbauen und modernisieren, doch schon bald genügte das Gebäude seinen Ansprüchen nicht mehr. Ihm schwebte ein wesentlich repräsentativerer Bau vor, und so beauftragte er im Jahr 1760 den Architekten William Chambers damit, einen neuen Herrensitz für Duddingston zu entwerfen. Chambers war kurz zuvor zum Architect of Works des englischen Königs Georg III. ernannt worden und arbeitete möglicherweise schon für Hamilton an dessen Londoner Stadthaus am Grosvenor Square. Chambers entwarf ein Hauptgebäude im palladianischen Stil. Ab Anfang Oktober 1762 war William Key als Bevollmächtigter vor Ort, um Material für den Bau zu besorgen und Verträge mit Arbeitern zu verhandeln. Im Februar 1763 waren die Arbeiten für den Neubau schon in vollem Gange. Da nun auch im Winter gebaut wurde, schritten die Arbeiten zügig voran. Im Juni 1764 war der monumentale Portikus fertig, während des darauffolgenden Winters wurde der Innenausbau vorangetrieben. Im August 1767 reiste Key nach London, wo sich James Hamilton die meiste Zeit des Jahres aufhielt, um zu melden, dass die Anlage fast fertig war. 1768 war der Bau dann komplett abgeschlossen. Die Gesamtbaukosten sollen sich auf 30.000 Pfund belaufen haben. Hinzu kam William Chambersʼ Architektenhonorar, das sich auf 5 Prozent der Kosten belief. Das alte Herrenhaus ließ der Bauherr in den 1670er Jahren bis auf zwei pavillonartige Nebengebäude abreißen und seine Steine für andere Bauten auf dem Anwesen verwenden. Die Pavillonbauten standen noch bis 1959 auf dem Gelände.
James Hamilton, 8. Earl of Abercorn, nutzte das neue Herrenhaus nur im Sommer. Dann empfing er dort Gäste, unterhielt und bewirtete sie. Bei seinem Tod vermachte er Duddingston House seinem Neffen John James Hamilton, dem Sohn seines Bruders Captain John Hamilton. Der neunte Earl wurde 1790 zum Marquess erhoben. Allerdings interessierte ihn der Besitz in Duddingston nicht, und schon ein Jahr nach dem Tod des achten Earls hatte sein Nachfolger den Großteil der Ausstattung und Möbel des Hauses in andere Herrensitze der Familie bringen lassen. Den Rest verkaufte er an Colonel Dugald Campbell, den ersten in einer langen Reihe von Mietern von Duddingston House. Zu diesen zählten in den nachfolgenden Jahren auch die verwitwete Countess of Morton und Sir Molyneux Nepean.
James Hamilton, 1. Duke of Abercorn, verkaufte einen großen Teil des zum Anwesen gehörenden, 1500 Acres (etwa 607 Hektar) großen Landbesitzes um 1883 an die Benhar Coal Company. 1894 pachtete zudem ein Golfverein einen Teil des Parks, um dort einen Golfplatz einzurichten. Nach dem Zweiten Weltkrieg waren die Gebäude fast völlig verfallen. 1959 veräußerte der damalige Duke of Abercorn Duddingston House mit 9 Acres (ca. 3,6 Hektar) umliegendem Land an den Bauunternehmer E. Gladstone. Dieser richtete das Gebäude bis 1963 so weit her, dass dort ein Hotelbetrieb eröffnet werden konnte. Ebenfalls ab 1959 erfolgten im nordwestlichen Bereich des Schlossparks Bauarbeiten zur Errichtung einer Schule, die in den 1960er Jahren ihren Betrieb aufnahm.
1990 erfolgte ein erneuter Eigentümerwechsel. Sowohl das Herrenhaus als auch der angeschlossene Wirtschaftstrakt wurden anschließend umfassend restauriert. Das Haupthaus bietet heute Büroräume für mehrere Unternehmen und wurde im Inneren von namhaften Designern und Künstlern wie zum Beispiel Vivienne Westwood und Vanessa Beecroft gestaltet, während die ehemaligen Wirtschaftsgebäude nun zu Wohnzwecken dienen. Die Erdgeschossräume des Herrenhauses können für Veranstaltungen und Filmaufnahmen angemietet werden.

## Beschreibung
Das Bauensemble von Duddingston House besteht aus einem Herrenhaus und einem nördlich davon gelegenen Wirtschaftstrakt, die über einen niedrigen und schmalen Bau miteinander verbunden sind. Die Gebäude stehen inmitten eines 84 Hektar großen Landschaftsgartens. Zugang zum Anwesen gewährt eine an der Ostseite installierte Toranlage aus dem späten 18. Jahrhundert, die als Listed Building der Kategorie B seit dem 14. Juli 1966 denkmalgeschützt ist.

### Herrenhaus

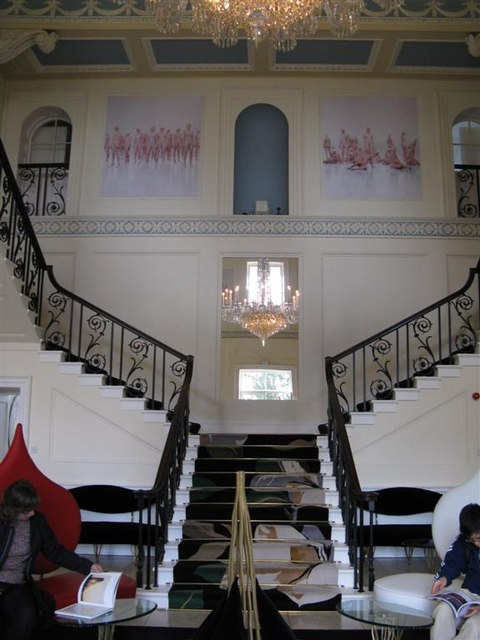
Treppe in der Eingangshalle

Die Architektur des zweigeschossigen Herrenhauses ist stark von Andrea Palladios Villa La Rotonda beeinflusst und ist der einzige schottische Landsitz, der nach den Plänen William Chambersʼ errichtet worden ist. Sowohl der Stil als auch die Form des Gebäudes waren für die damalige Zeit außergewöhnlich, denn Duddingston war das erste Herrenhaus in Schottland, bei dem die Wirtschaftsräume und die Unterkünfte von Bediensteten in einem separaten Trakt untergebracht wurden, sodass das Haupthaus kein Kellergeschoss benötigte.
Das Erdgeschoss ist als Hauptgeschoss ausgeführt, was daran erkennbar ist, dass die erste Etage eine geringe Geschosshöhe aufweist. Über dem vorkragenden Traufgesims erhebt sich eine steinerne Balustrade und verdeckt einen Teil des schiefergedeckten Daches. Die Eingangsfront an der Ostseite ist durch Fenster in fünf Achsen unterteilt. Den drei mittleren von ihnen ist ein monumentaler  Portikus mit korinthischen Säulen und Dreiecksgiebel vorgebaut. Hinter dem Portikus liegt die zweigeschossige Eingangshalle mit großem Kamin. Von dort führt eine mehrläufige Treppe in das Obergeschoss mit sieben Schlafzimmern und angrenzenden Ankleidezimmern. Die Treppe besitzt ein Geländer aus Schmiedeeisen und einen Handlauf aus Mahagoniholz. Von der zentralen Eingangshalle waren zudem die repräsentativen Räume wie das Frühstücks- und das Esszimmer sowie ein großer Salon (englisch Drawing room) mit anschließendem Schlaf- und Ankleidezimmer erreichbar. Das Esszimmer besitzt dabei die reichste Innendekoration des gesamten Hauses, unter anderem einen Marmorkamin mit Fries, der von dem englischen Künstler Sefferin Alken angefertigt wurde.

### Wirtschaftstrakt

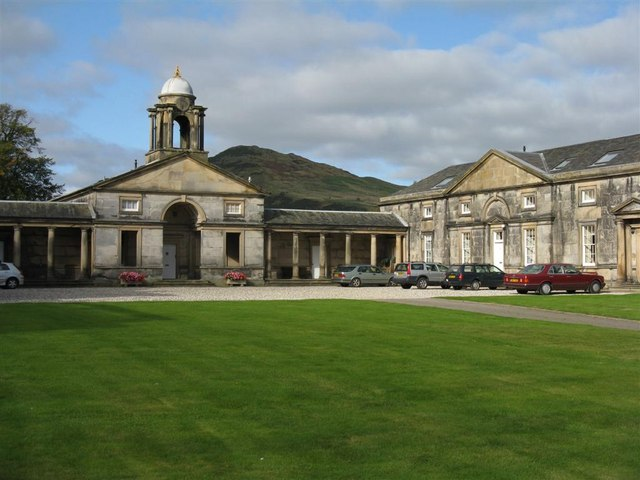
Wirtschaftstrakt, West- und Nordflügel

Über einen eingeschossigen Korridorbau ist das Herrenhaus mit dem zweigeschossigen Wirtschaftstrakt verbunden. Dieser besteht aus drei rechtwinkelig aneinanderstoßenden Flügeln, die eine nach Osten offene Hufeisenform bilden. Sein Mauerwerk besteht aus Hausteinquadern. Im Südflügel befanden sich früher die Küchenräume sowie Lager und Weinkeller. Im Nordtrakt lagen hingegen die Pferdeställe, die Sattelkammer und das Kutschenhaus sowie Unterkünfte für die Bediensteten. Nord- und Südflügel waren an der Westseite durch eine dorische Kolonnade miteinander verbunden. Sie bildete gemeinsam mit einem weiteren Wirtschaftsbau, der unter anderem die Molkerei, das Waschhaus und das Backhaus beherbergte, den Westflügel. Dessen auffälligstes architektonisches Element ist ein Dachaufbau mit Kuppeldach und großer Uhr.

### Park

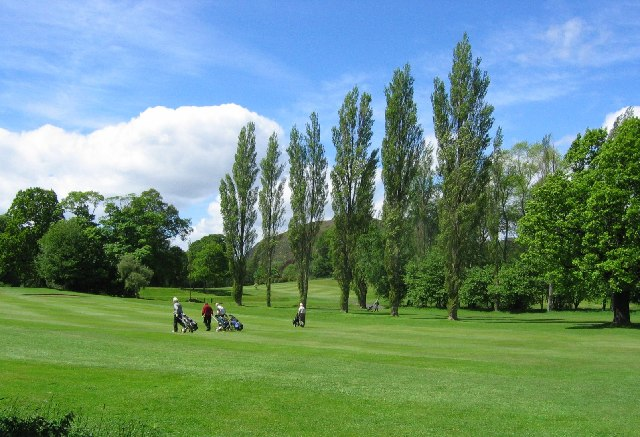
Golfanlage im Park von Duddingston House

Rund 50 Hektar (125 Acres) des Landschaftsparks von Duddingston House werden heute durch eine Golfanlage eingenommen. Der schon seit Ende des 19. Jahrhunderts dort ansässige Golfclub kaufte das bis dahin gepachtete Land im Jahr 1972. Weitere Eigentümer des Parks sind eine Schule und ein Rugby-Verein. Die Wurzeln des Parks gehen in das 17. Jahrhundert zurück. Damals existierte nordwestlich des heutigen Haupthauses ein Küchengarten mit fünf Kompartimenten, der jedoch mittlerweile überbaut worden ist. Den Grundstein für den Park in seiner heutigen Gestalt legte James Hamilton, 8. Earl of Abercorn, in den 1760er Jahren, als er vornehmlich als Hirschpark genutzt wurde. Im frühen 19. Jahrhundert wurde der Landschaftsgarten erweitert und südlich des Herrenhauses ein formaler, ummauerter Garten (englisch walled garden) angelegt. Er verschwand im Laufe der Zeit jedoch fast vollständig, sodass heute nur noch wenige Reste von ihm übrig sind. Der östlich des Herrenhauses liegende, kleine formale Rosengarten ist wesentlich jünger. Er wurde erst im Jahr 1983 von W. Gladstone angelegt und besitzt als Mittelpunkt ein viereckiges Wasserbassin.
Im nördlichen, vom Golfclub genutzten Bereich des Parks liegt ein künstlich angelegter Teich. Ein zweites nur unweit davon liegendes Gewässer verschwand etwa um 1900. Im Park sind aber noch Reste der einstigen Kaskadenanlagen und Kanäle zu finden. In der Nähe des Teichs steht ein von William Chambers entworfener Gartenpavillon in Form eines kleinen Rundtempels. Er steht – wie das Herrenhaus – seit dem 14. Juli 1966 als Listed Building der Kategorie A unter Denkmalschutz. Sein Dach wurde 1973 von Schülern der Holy Rood High School instand gesetzt. Mit einem Eiskeller aus dem 18. Jahrhundert gibt es noch einen weiteren denkmalgeschützten Bau im Park (Kategorie C).
Der Baumbestand setzt sich zum größten Teil aus Eichen und Buchen zusammen. Allerdings stammen nur die wenigsten Bäume aus dem 18. und 19. Jahrhundert, denn die Waldflächen des Parks wurden in den 1950er Jahren aufgeforstet.